# Jack Abbott (homme politique)
Jack Simon Abbott (né en 1990 ou 1991) est un homme politique britannique du Parti travailliste et coopératif qui siège comme député d'Ipswich depuis 2024.

## Jeunesse et carrière
Abbott grandit dans le Suffolk, où il fait ses études à la Debenham High School et au Framlingham College. Il obtient un baccalauréat en histoire de l'Université de Sheffield en 2012.
Abbott travaille dans le domaine des communications pour plusieurs entreprises et comme assistant d'un député. Il est assistant d'enseignement dans une école d'Ipswich puis devient lobbyiste à Westminster avant son élection au Parlement,.

## Carrière politique
Abbott est le candidat travailliste pour le centre du Suffolk et le nord d'Ipswich aux élections générales de 2015, arrivant deuxième derrière le conservateur Dan Poulter. Il dirige la campagne de Liz Kendall à l'élection à la direction du Parti travailliste en 2015 et celle d'Owen Smith en 2016.
Il est élu membre du conseil du comté de Suffolk pour le quartier de Bridge à Ipswich en 2017. Abbott est porte-parole du parti travailliste pour les services à l'enfance, l'éducation et les compétences au sein du Conseil et ne se représente pas en 2021.
Abbott est élu député d'Ipswich aux élections générales de 2024, battant le conservateur sortant Tom Hunt. Il a été choisi comme candidat du Parti travailliste en 2022, battant son futur collègue Alex Mayer dans la course.